# 八百津町立八百津小学校北山分校
八百津町立八百津小学校北山分校 （やおつちょうりつ　やおつしょうがっこう　きたやまぶんこう）は、かつて岐阜県加茂郡八百津町に存在した公立小学校の分校。

## 概要
- 八百津小学校の分校であり、校区は八百津町八百津の北山地区[注釈 1]であった。1975年時点での児童数は25名。1978年廃校。

## 沿革
- 1908年（明治41年） - 八百津町大字八百津字北山に八百津尋常高等小学校北山分教場が設置される。
- 1941年（昭和16年）4月1日 - 八百津国民学校北山分教場に改称する。
- 1947年（昭和22年）4月1日 - 八百津町立八百津小学校北山分校に改称する。
- 1974年（昭和49年） - 八百津町基本計画により、統合による廃校が計画される。
- 1978年（昭和53年） - 廃校。